# Ranten
Ranten är en ort och kommun i  distriktet Murau i förbundslandet Steiermark i Österrike. 
Kommunen fick sin nuvarande utformning 1 januari 2015 när kommunen Rinegg blev en del av kommunen Ranten. Den består av fyra orter (Ortschaften) (inom parentes invånarantal 1 januari 2024):
- Freiberg (187)
- Ranten (617)
- Rinegg (147)
- Seebach (188)